# Lisbon Story
Lisbon Story (prt: Viagem a Lisboa; bra: O Céu de Lisboa) é um filme luso-alemão de 1994, do género drama musical, escrito e realizado por Wim Wenders.
Foi apresentado no festival de Cinema de Cannes.
O filme é uma co-produção entre a Madragoa Filmes de Paulo Branco e a Road Movies de Wenders, com um apoio de Lisboa 94.[carece de fontes?]
Wenders foi convidado para realizar um documentário no âmbito de Lisboa 1994 - Capital Europeia da Cultura acabando por resultar no filme "Lisbon Story".

## Sinopse
Lisbon Story é parcialmente uma sequela do filme O Estado das Coisas de Wenders foi realizado em Sintra, na Praia das Maças. O personagem Friedrich Munro, realizador de cinema desempenhado por Patrick Bauchau, é retomado neste filme. Em Lisbon Story Friedrich veio para Lisboa e convida o engenheiro de som Philip Winter (o actor Rüdiger Vogler) para colaborar com ele para a recolha de sons para um filme sobre a capital portuguesa.[carece de fontes?]
Ele não consegue encontrar o realizador mas parte à descoberta da cidade encontrando o grupo musical Madredeus e o realizador Manoel de Oliveira.[carece de fontes?]

## Elenco
- Rüdiger Vogler
- Patrick Bauchau
- Vasco Sequeira
- Henrique Canto e Castro
- Viriato Jose da Silva
- João Canijo
- Ricardo Colares
- Joel Cunha Ferreira
- Sofia Bénard da Costa
- Vera Cunha Rocha
- Elisabete Cunha Rocha
- Madredeus [nota 1]
- Manoel de Oliveira